# 維珍尼亞·阿普伽
維珍尼亞·阿普伽（英語：Virginia Apgar, 1909年6月7日—1974年8月7日)，美國醫生，專科麻醉及兒科。她是麻醉學及畸形學的領先學者，被認為是新生嬰兒科的始創人。她发明的阿普伽新生兒評分是全球最廣泛使用的新生兒評估方法，此法大幅減少嬰兒死亡率，亦令阿氏廣為人知。

## 生平
1929年畢業於曼荷蓮學院，1933年哥倫比亞大學醫學院畢業，1949年成為該院正教授。 1959年，於約翰·霍普金斯大學獲公共衞生學碩士。
1953年首次推出阿普伽新生兒評分，用作快速為新生兒評估健康狀況。
阿普伽是哥大醫學院首名女教授，在很長時間內亦是唯一的女教授。阿氏無結婚，1974年8月7日病逝於哥大醫院。

## 紀念
阿氏在生時獲獎無數，1994年，美國郵政發行一款以阿氏肖像為圖之郵票。
2018年6月7日，Google在部份國家首頁以首頁塗鴉紀念阿普伽109歲冥誕。